# هرمان نورمن
هرمان کامرون نورمن (انگلیسی: Herman Norman؛ ۸ ژوئن ۱۸۷۲ – ۸ سپتامبر ۱۹۵۵) دیپلمات بریتانیایی در ایران همزمان با کودتای ۳ اسفند ۱۲۹۹ بود.
نورمن در لندن از چارلز لوید نورمن و جولیا هی کامرون متولد شد.وی در کالج اتون و ترینیتی ، کمبریج تحصیل کرد.
در سال 1894 به وزارت امور خارجه پیوست و بین سالهای 1896 تا 1916 در مناصب مختلف قاهره ، واشنگتن دی سی ، توکیو ، سن پترزبورگ ، بوینس آیرس و قسطنطنیه خدمت کرد .
در کنفرانس صلح پاریس بخشی از هیئت انگلیسی بود.
وی از مه 1920 تا اکتبر 1921 به عنوان دیپلمات انگلیس در تهران زیر نظر لرد کرزن خدمت کرد. در صعود حسن پیرنیا به مقام نخست وزیر نقش اساسی داشت.
روابط لرد کرزن و هرمان کامرون نورمن پس از کودتا خراب شد ، به حدی که لرد کرزون در بازگشت از تهران از دیدن وی خودداری کرد. لرد کرزون اعتقاد داشت که نورمن به تنهایی مسئول شکست طرح کنترل انگلیس بر ایران (قرارداد 1919 ) است. اما نورمن ،معتقد بود سیاست  انگلیس  در میان مردم ایران محبوب نیست و در دراز مدت اثرات منفی خواهد داشت .
نورمن پس از خودداری از انتصاب به سانتیاگو در سال 1924 بازنشسته شد.
نقش وی در کودتای سوم اسفند 1299
ژنرال آیرونساید در خاطرات خود High Road to Command و خاطرات خصوصی منتشر نشده خود کاملاً روشن می سازد که او بدون اطلاع وزارت امور خارجه ، کرزن یا نورمن به تنهایی در تجهیز قزاقهای ناراضی فعالیت کرده است. 